# Феррон, Теофиль

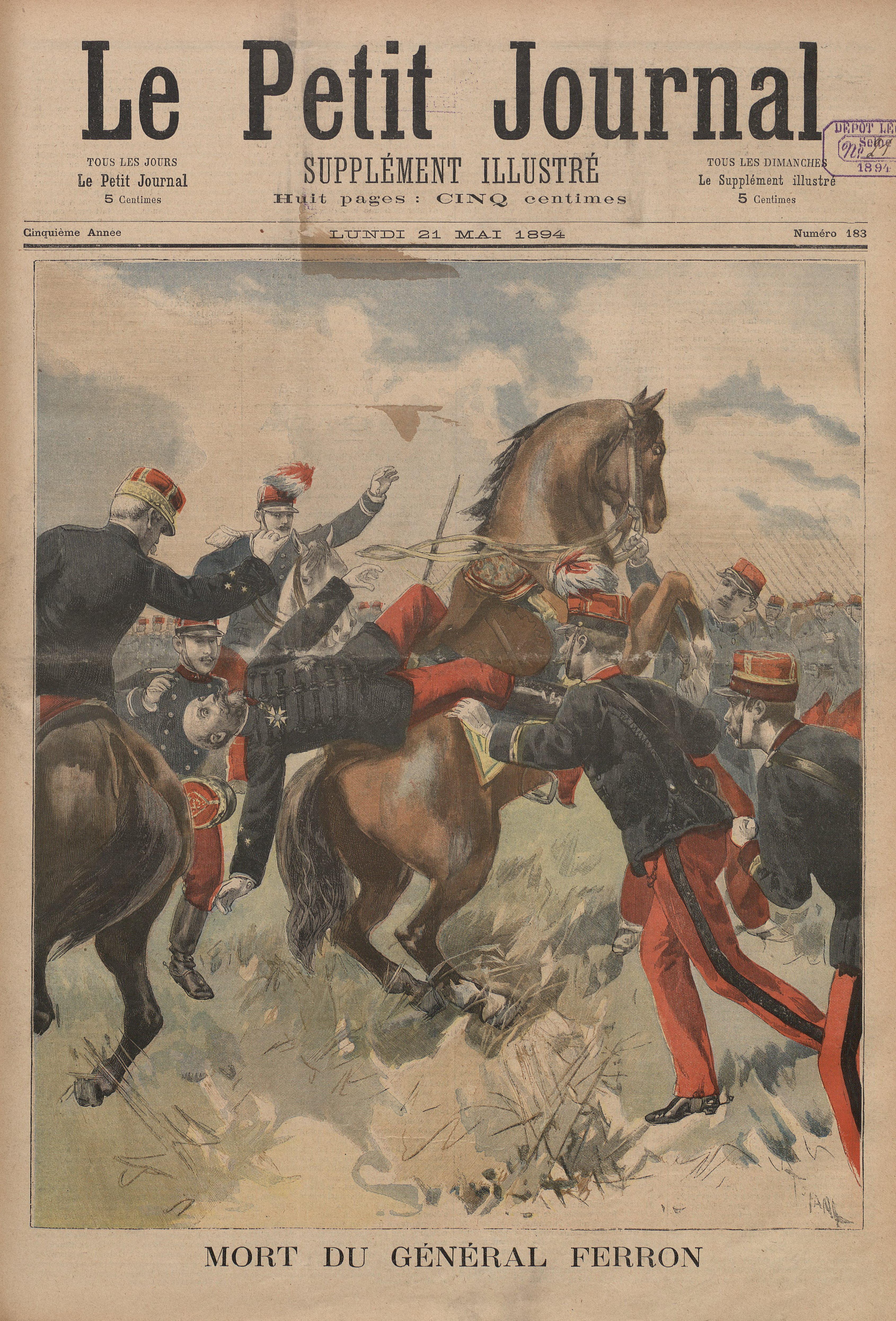
Известие о смерти генерала
в газете «Petit Journal»

Теофи́ль Ферро́н (фр. Théophile Ferron; 19 сентября 1830 года, фр. Pré-Saint-Évroult — 6 мая 1894 года, Лион) — французский генерал и военный министр.
Окончил Политехническую школу и в 1854 году поступил на службу в инженерные войска лейтенантом. За участие в штурме Малахова кургана во время Крымской войны был награждён орденом Почетного легиона. Затем служил в Алжире и Новой Каледонии. В 1871 году принимал участие в осаде Парижа.
В 1879 году генерал Галифе назначил его начальником генерального штаба. В 1886 году был произведен в дивизионные генералы. Назначенный военным министром в министерство Рувье, занимал этот пост только полгода (с мая по ноябрь 1887 года), но и в такой короткий срок провел несколько полезных для армии законов.
В 1887 году был назначен командиром 34-й пехотной дивизии в Тулузе, в 1889 году — командиром 18-го корпуса в Бордо. Затем был генерал-инспектором армии и членом Высшего военного совета.
Погиб в результате падения с лошади.

## Труды
- «Considérations sur le système défensif de la France» (Париж, 18—73),
- «Considérations sur le système défensif de Paris» (1873),
- «Instructions sommaires sur le combat» (1883),
- «Les Chemins de fer allemands et les chemains de fer français» (П., 1879),
- «Places fortes et chemins de fer stratégiques de la région de Paris» (П., 1880).